# Virginijus Ražukas
Virginijus Ražukas (* 17. März 1964  in Šapurai, Rajongemeinde Lazdijai) ist ein litauischer Politiker.

## Leben
Nach dem Abitur an der Mittelschule absolvierte er 1986 das Diplomstudium der Agronomie an der Lietuvos žemės ūkio akademija.
Von 1986 bis 1988 arbeitete er als Agronom im Rajon Lazdijai in einem Kolchos. Von 1988 bis 1993 war er Lehrer in Kučiūnai. Von 1990 bis 1995 war er Deputat im Rat Lazdijai. Von 1993 bis 1996 war er Mitglied im Seimas. Ab 2004 war er Vertreter von Regierung Litauens im Bezirk Marijampolė.
Ab 1989 war er Mitglied der LDDP.
Er ist verheiratet und hat die Frau Jolanta.